# لی های
لی های (به انگلیسی: Lee Hi) (زاده ۲۳ سپتامبر ۱۹۹۶) خواننده و ترانه‌سرا اهل کره جنوبی است.